# Stahlmann
Stahlmann es una banda de metal industrial originaria de Gotinga, Alemania que fue fundada en 2008 y es perteneciente al movimiento Neue Deutsche Härte.

## Miembros
- Martin Soer: Voz, programación
- Mario: Guitarra
- Eugen:  Bajo eléctrico
- Tacki: Batería

Miembros en vivo:
- Sidd Armageddon: Guitarra
- Dimitros Gatsios: Batería

Miembros anteriores:
- Nils "Neill" Freiwald: Guitarra, programación
- Tobias B.: Guitarra, programación
- Alexander "Alex" Scharfe: Guitarra, programación
- Dirk Fire-Abend: Guitarra
- Niklas Kahl: Batería
- O-Lee: Batería
- Frank Herzig: Guitarra
- Ablaz Stahlmann:  Bajo eléctrico
- Maximilian Thiele: Batería

## Historia
Martin Soer, el vocalista de la banda, se reunió con Alexander Scharfe, el guitarrista, y ambos pronto se dieron cuenta de que les gustaba el mismo tipo de música. Más tarde, se dio la idea de fundar una banda; pronto se reunieron con Tobias Berkefeld, quien también es guitarrista. Para los conciertos, invitaron a un tercer guitarrista y a un baterista, para ese momento, el grupo no tenía nombre. La idea surgió mientras comían en una barbacoa. "En realidad, estábamos sentados en frente de Alex y la barbacoa y yo estaba pensando, 'Bien, el nombre debe de alguna manera representarnos', y entonces todo vino por sí mismo."; relata el cantante, Martin. Así se formó el concepto de su banda. Antes de los conciertos, los tres miembros usan pintura de plata, con trajes negros, y el uso de iluminación pesada, de allí proviene el nombre “Stahlmann” ("Hombre de acero”)
En 2009, su EP debut, Herzschlag, llegó a los veinte primeros puestos en las listas alternativas de Alemania y se mantuvo allí durante cuatro semanas. Gracias a esto, otros grupos se fijaron en ellos y les invitaron a sus giras de bandas como Doro, In Extremo y Saltatio Mortis. También trabajaron en Göttingen en conciertos, abriendo para Eisbrecher, y ahí es donde se encontraron con su público y acogieron mayor popularidad. En 2010, Stahlmann se fue de gira. Este tour fue organizado por la revista Zillo.
Ya entonces el grupo comenzó a trabajar en su álbum debut. Más tarde ese año, el baterista O-Lee (ex Die Schröders) y el bajista Dirk Fire-Abend (ex-Engelhai) se unieron. El 3 de septiembre de 2010, lanzaron su primer sencillo, “Hass Mich.. Lieb Mich”. Para finalmente el 17 de septiembre de 2010,  lanzaron su primer álbum de larga duración, que fue llamado “Stahlmann”. Había partes electrónicas, riffs duros, y la voz explosiva de Martin. Este álbum, el único, es lo que llamó la atención sobre sí mismos.
Por razones personales, Alex dejó la banda, pero aun así de vez en cuando se presenta con el grupo en concierto. A finales de 2011, el grupo añadió un nuevo bajista, AblaZ Stahlmann. También se unieron en actuaciones en vivo los guitarristas Sid Armageddon, Mueller “Mathis Müller” Mathis, y los bateristas Niklas “Nik” Kahl y Dimitrios “Tacki” Gatsios.
A pesar de su apretada agenda de conciertos, en 2011 se eliminaron dos singles, “Tanzmaschine” y “Stalwittchen” de su lanzamiento respectivo, ya que estos fueron pre-preparados para su segundo álbum “Quecksilber”, que fue lanzado el 20 de enero de 2012 a través de AFM Records. "Tuvimos ocho semanas para dominar el sonido que queríamos en uno de los mejores estudios del país. Debíamos de tratar de transmitir con precisión nuestra nueva visión del álbum", recuerda Martin después de grabar en marzo. "El segundo disco es más melódico, con una gran presencia de sonidos electrónicos y no es original", dicen algunos críticos. Pero eso no bajó su autoestima. Martin declara que, "Nos sumamos a este tipo de música. No nos importa lo que la gente piensa acerca de que hacemos. No queremos cambiar sólo porque alguien piensa que somos como Rammstein o Megaherz". A principios de 2012, lanzaron un nuevo sencillo, “Spring Nicht”.
A mediados de 2012, se anunció que la banda estaba en el estudio. El nuevo álbum sería “Adamant" se dio a conocer el 19 de abril de 2013 y el primer sencillo extraído "Süchtig" sería lanzado del 1 de marzo de 2013 y el 5 de abril de 2013 se lanzó el segundo sencillo "Schwarz".
Para noviembre de 2014 el guitarrista Nils Freiwald dejaría la banda, por "problemas temporales", igualmente en el otro proyecto junto a Martin Soer "Sündenkalng" daría su salida. En febrero de 2015, Niklas Kahl, debido a que "necesitaba un cambio" decidió también salir de la banda. Este se uniría en el proyecto "Erdling" con Nils Freiwald.
Para ocupar los puestos vacíos, llegarían Frank Herzig, en la guitarra y Maximilian “Max” Thiele en la batería.

## Discografía

### EP
- Herzschlag (2009, Roughtone Records)

### Álbumes
- Stahlmann (17 de septiembre de 2010, AFM Records)
- Quecksilber (20 de enero de 2012, AFM Records)
- Adamant (13 de abril de 2013, AFM Records)
- CO2 (28 de agosto de 2015, AFM Records)
- Bastard (16 de junio de 2017, AFM Records)
- Kinder Der Sehnsucht (22 de marzo de 2019, AFM Records)
- Quarz (10 de diciembre de 2021, AFM RECORDS)
- Phosphor (23 de agosto de 2024, Out of Line)

### Sencillos
- Hass Mich.. Lieb Mich (2010)
- Stahlwittchen (2011)
- Tanzmachine (2011)
- Spring Nicht (2012)
- Die Welt Verbrennt (2012)
- Süchtig (2013)
- Schwarz (2013)
- Plasma (2015)
- Bastard/Nichts Spricht Wahre Liebe Frei (2017)
- Kinder der Sehnsucht (2019)
- Die Besten (2019)
- Wahrheit oder Pflicht (2019)
- Sünder (2020)
- Gottmaschine (2021)
- Krähen der Nacht (2021)
- Wollust (2021)

### Videografía
- Hass mich.. Lieb mich (2010)
- Stahlwittchen (2011)
- Tanzmachine (2011)
- Spring Nicht (2012)
- Schwarz (2013) (con Mike "Teufel" Paulenz de Tanzwut)
- Plasma (2015)
- Nichts Spricht Wahre Liebe Frei (2017)
- Bastard (2017)
- Kinder der Sehnsucht (2019)